# Dorstenia hildegardis
Dorstenia hildegardis é uma espécie de planta do gênero Dorstenia e da família Moraceae.

## Taxonomia
A espécie foi descrita em 1978 por O.M. Barth, Jorge Pedro Pereira Carauta e Marie da Conceição Valente.

## Forma de vida
É uma espécie terrícola e herbácea.

## Conservação
A espécie faz parte da Lista Vermelha das espécies ameaçadas do estado do Espírito Santo, no sudeste do Brasil.

## Distribuição
A espécie é endêmica do Brasil e encontrada no estado brasileiro de Espírito Santo. A espécie é encontrada no domínio fitogeográfico de Mata Atlântica, em regiões com vegetação de floresta ombrófila pluvial.